# استر ویکتوریا آبراهام
استر ویکتوریا آبراهام (انگلیسی: Esther Victoria Abraham؛ ‏ ۳۰ دسامبر ۱۹۱۶ – ۶ اوت ۲۰۰۶) بازیگر، مدل و تهیه‌کننده فیلم اهل هند و تبار یهودیان بغدادی بود.
از فیلم‌های او می‌توان به مغول اعظم، آقای ۴۲۰، بهار اشاره کرد.